# ヒラリー山脈
ヒラリー山脈（ヒラリーさんみゃく）は冥王星にある山脈で、表面からの高さは3.5 km。 トンボー地域の南、スプートニク平原南西部のテンジング山脈 北西（トンボー地域の南半球部分）にある。2015年7月14日に、ニュー・ホライズンズが初めて確認し、NASAが7月24日に発表した。

## 命名
この山脈はニュージーランドの登山家で、同行したネパールの登山家テンジン・ノルゲイと共に、1953年5月29日に人類初のエベレスト登頂を行ったエドモンド・ヒラリーにちなみ、2017年9月7日に「トンボー地域」と他の12の近隣の地形とともに正式に命名された。

## ギャラリー
- 冥王星での位置
(context; 29 July 2015).

- 冥王星 – ヒラリー山脈とノルゲイ山脈
(2015年7月14日).
- ヒラリー山脈とノルゲイ山脈
(2015年7月14日).
- ヒラリー山脈とノルゲイ山脈
(2015年7月14日)[3]